# Aldous Huxley
Aldous Leonard Huxley (IPA: [ˈɒldəs ˈlɛnəd ˈhʌksli]; Godalming, 26 luglio 1894 – Los Angeles, 22 novembre 1963) è stato uno scrittore e filosofo britannico.
Famoso per i suoi romanzi, alcuni dei quali – come Il mondo nuovo e L'isola  – appartengono al genere della narrativa distopica, ha anche pubblicato saggi, racconti brevi, poesie e racconti di viaggio.
Oltre alla laurea in Lettere, conseguì a Oxford, nel 1915, quella in Scienze Biologiche.
Huxley era un umanista e pacifista, ma si è anche interessato a temi spirituali come la parapsicologia e il misticismo filosofico. Era noto anche per la sperimentazione con gli psichedelici e il sostegno al loro uso per la ricerca interiore, come racconta nel celebre Le porte della percezione e nel meno noto Moksha. È stato uno dei più eminenti membri della famosa famiglia Huxley.

## Biografia
(Aldous Huxley)
Huxley nacque il 26 luglio 1894 a Godalming, nella contea del Surrey, in Inghilterra. Era il figlio dello scrittore Leonard Huxley e della sua prima moglie, Julia Arnold, fratello di Julian Huxley (biologo, genetista e scrittore), nonché nipote del noto biologo Thomas Henry Huxley, grande sostenitore delle teorie darwiniste. Fratelli di sua madre furono l'autrice e giornalista Ethel Arnold, la romanziera Mary Augusta Arnold (coniugata Ward) e il giornalista William Thomas Arnold. Julia, la quale in gioventù aveva conosciuto di persona lo scrittore inglese Lewis Carroll, morì nel 1908, quando Aldous era poco più che adolescente; lo stesso mese morì anche la sorella Roberta. Tre anni dopo si iscrisse alla scuola pubblica di Eton (Berkshire) ma, appena iniziati gli studi, contrasse una malattia che danneggiò gravemente la sua vista. La sua semicecità lo rese inabile all'arruolamento per la prima guerra mondiale. Quando la sua vista si fu parzialmente ristabilita, frequentò letteratura inglese al Balliol College, presso l'Università di Oxford, laureandosi nel 1915.
Huxley completò il suo primo romanzo, mai pubblicato, all'età di diciassette anni e iniziò a scrivere seriamente appena passati i vent'anni. Scrisse grandi romanzi sugli aspetti disumanizzanti del progresso scientifico – il più famoso dei quali è Il mondo nuovo (Brave new world) – e su temi pacifisti (Eyeless in Gaza). Huxley fu fortemente influenzato da Frederick Matthias Alexander e lo incluse come personaggio tra le pagine di Eyeless in Gaza.
Durante la prima guerra mondiale frequentò spesso Garsington Manor, residenza di lady Ottoline Morrell. In questo periodo fu anche insegnante ad Eton di George Orwell (altro importante esponente della letteratura distopica inaugurata da Il mondo nuovo). Successivamente in Crome Yellow (1921) satireggiò sullo stile di vita di Garsington, ma rimase amico del Morrell. Sposò Maria Nys, che aveva conosciuto a Garsington, e lavorando come critico letterario per la rivista Westminster Gazette fece la conoscenza di D.H. Lawrence, con cui condivise una forte passione per l'Italia, dove dimorò dal 1923 al 1930 (esclusi il 1925 e il 1926, trascorsi viaggiando per l'India). Al periodo italiano risalgono i suoi racconti ambientati a Firenze (Il giovane Archimede) e a Roma (Dopo i fuochi di artificio). Di Siena e del Palio scrisse:
Tra il 1934 e il 1937 Huxley compì una serie di viaggi in Centroamerica e negli Stati Uniti. A New York nel 1937 entrò in contatto con l'équipe medica del dottor Bates, che riuscì infine a curare efficacemente la sua malattia alla cornea. Nel marzo del 1942 si trasferì a Llano in California e rifiutò – come il suo amico che lo accompagnava, il filosofo Gerald Heard – la cittadinanza statunitense in quanto si rifiutava di ascrivere il suo pacifismo tra i credi religiosi.
Nel 1938 aveva conosciuto Jiddu Krishnamurti, di cui ammirava molto gli insegnamenti. Divenne un indù seguace di Swami Prabhavananda e coinvolse in questo anche Christopher Isherwood. Iniziò a praticare la meditazione e divenne vegetariano. Le sue opere in seguito furono assai influenzate dal misticismo e dalle sue esperienze con la mescalina, cui fu introdotto dallo psichiatra Humphry Osmond nel 1953 (altre fonti sostengono che sarebbe stato Aleister Crowley ad introdurlo all'uso di questa sostanza). L'esperienza di Huxley con le droghe psichedeliche è descritta nei saggi Le porte della percezione (The doors of perception) – titolo preso da alcuni versi di William Blake – e Paradiso e Inferno (Heaven and hell). Il titolo del primo dei due saggi fu d'ispirazione per il nome del complesso rock The Doors. Alcuni dei suoi scritti sulle sostanze psichedeliche divennero letture popolari tra i primi hippie.
Sua moglie Maria morì di cancro al seno nel 1955; nel 1956 si risposò con la torinese Laura Archera. Nel 1960 fu diagnosticato a Huxley un cancro alla laringe e la vista riprese a peggiorare. Negli anni che seguirono scrisse il romanzo utopico L'isola (Island) e diede lezioni sulle "potenzialità umane" all'Esalen Institute. Le sue idee furono le fondamenta su cui si costituì lo Human Potential Movement. In un discorso tenuto nel 1961 alla California Medical School di San Francisco, Huxley disse che "ci sarà in una delle prossime generazioni un metodo farmacologico per far amare alle persone la loro condizione di servi e quindi produrre dittature, come dire, senza lacrime; una sorta di campo di concentramento indolore per intere società in cui le persone saranno private di fatto delle loro libertà, ma ne saranno piuttosto felici".
La visione di Huxley sul ruolo della scienza e della tecnologia (come lui lo descrisse, per esempio, ne L'isola) è analoga a quelle di altri noti pensatori britannici del Novecento, quali Lewis Mumford, l'amico di Huxley Gerald Heard e, in una certa misura, Buckminster Fuller. Tra i continuatori di questa linea di pensiero nelle successive generazioni si annovera Stewart Brand.
Il 12 maggio 1961 un incendio divampato nella sua casa distrusse tutti i suoi libri e le sue carte. La perdita fu una prova durissima. Sul suo letto di morte, il 21 novembre del 1963, incapace di parlare, chiese alla moglie per iscritto di ricevere un'iniezione intramuscolare di 100 microgrammi di LSD, accompagnando il suo trapasso con la lettura di passi del Libro tibetano dei morti. Fu accontentato e spirò la mattina seguente, il 22 novembre 1963, lo stesso giorno in cui morirono anche John F. Kennedy e Clive Staples Lewis.
In suo onore il compositore russo Igor' Stravinskij scrisse la sua ultima composizione per orchestra: le "Variazioni Aldous Huxley in memoriam".

## Opere
(elenco parziale)

### Romanzi
- Crome Yellow, 1921 (Giallo cromo, trad. di Cesare Giardini, Milano: Monanni, 1932; poi Torino: Einaudi, I ed. 1958; trad. di Sebastiano Pezzani, Fidenza: Mattioli 1885, 2004)
- Antic Hay, 1923 (Passo di danza, trad. di Luciano Foa, Milano: Corbaccio – Dall'Oglio, stampa 1946; poi Milano: A. Mondadori, I ed. 1955)
- Those Barren Leaves, 1925 (Foglie secche, trad. di Aldo Traverso, Milano: Monanni, 1930; poi Milano: Bietti, 1934; trad. di Floriana Bossi, Torino: Einaudi, I ed. 1957)
- Point Counter Point, 1928 (Punto contro punto, trad. di Silvio Spaventa Fillippi, Milano: Sonzogno, stampa 1933, 2 voll; Milano: Bompiani, 1980; trad. di Maria Grazia Bellone, Milano: Adelphi, 2011)
- Brave New World, 1932 (Il mondo nuovo, trad. di Lorenzo Gigli, Milano: A. Mondadori, I ed. 1933; dal 1961 ristampato insieme a Ritorno al mondo nuovo)
- Eyeless in Gaza, 1936 (La catena del passato, trad. di Paola Ojetti, Milano: A. Mondadori, 1950)
- After many a summer dies the swan, 1939 (con il titolo Dopo molte estati, trad. di Giacomo Prampolini Milano: Mondadori, I ed. 1949; Dopo molte estati muore il cigno, trad. di Catherine McGilvray, Roma: Cavallo di ferro, 2010)
- Time Must Have a Stop, 1944 (Il tempo si deve fermare, trad. di Edoardo Bizzarri, Milano: Mondadori, 1947; Milano: Baldini Castoldi Dalai, 2001)
- Ape and Essence, 1948 (La scimmia e l'essenza, trad. di Augusto C. Dauphine, Milano: A. Mondadori, I ed. 1949; con il titolo La rivalsa delle scimmie, trad. di Claudio Costanzo, Roma: Gargoyle, 2014)
- The Devils of Loudun, 1952 (I diavoli di Loudun, trad. di Lidia Sautto, Milano: A. Mondadori, I ed. 1960; trad. di Matteo Ubezio, Roma: Cavallo di ferro, 2008)
- The Genius and the Goddess, 1955 (Il genio e la dea, trad. di Glauco Cambon, Milano: A. Mondadori, 1956; trad. di Fabrizio Elefante, Milano: SugarCo 1984; Il genio e la dea, Mattioli 1885, Fidenza 2008 traduzione di Paolo Cioni ISBN 978-88-89397-86-2)
- Island, 1962 (L'isola, trad. di Bruno Oddera, Milano: A. Mondadori, 1963)

### Racconti
- Limbo, 1920 (Limbo, trad. Arturo Fanoli, Milano: Corbaccio, I ed. 1937; trad. di Marcella Hannau, Milano: Longanesi & C., 1950)
- Two or Three Graces, 1926 (Due o tre Grazie, trad. di Alfredo Pitta, Milano: Monanni, 1933)
- Il sorriso della Gioconda ed altri racconti, trad. di Luigi Barzini jr. ed Emilio Ceretti, Milano: Mondadori, I ed. 1933)
- Dopo i fuochi d'artificio e altri racconti, trad. di Emilio Ceretti e Piero Gadda Conti, Milano: A. Mondadori, 1936
- Tutti i racconti, trad. di Floriana Bossi, Luigi Barzini jr. ed Emilio Ceretti Torino: Einaudi, 1958; poi Milano: Baldini & Castoldi, 1998
- Il banchetto di Tillotson e altri racconti, trad. di C. Vivante, Milano: A. Mondadori, 1959:
- Divorante, irriducibile Perla: storia incredibile di un gentleman, trad. di Nicoletta Della Casa, Como: Red, 1986

### Racconti di viaggio
- Along The Road, 1925 (Lungo la strada: annotazioni di un turista, trad. di Graziella Cillario Milano: Frassinelli, 1990)
- Jesting Pilate, 1926 (Tutto il mondo è paese, Milano: A. Mondadori, 1935; trad. di Lorenzo Montano, Padova: F. Muzzio, 1994)
- Beyond the Mexique Bay (Oltre la baia del Messico, trad. di Daniela Del Sero, Padova: F. Muzzio, 1994; Roma: Editori riuniti, 2002; Milano: PGreco, 2010)
- Viaggio intorno al mondo, Padova: F. Muzzio, 1994

### Saggi
- Vulgarity in Literature, 1930 (La volgarità in letteratura, trad. di Stefano Manferlotti. Bologna: Il mulino, 1994)
- Music at Night, 1931 (Riflessioni sulla luna, a cura di Laura Serra, Milano: A. Mondadori, 1998)
- Ends and Means, 1937 (Fini e mezzi : indagine sulla natura degli ideali e sui metodi adottati per realizzarli, Milano: A. Mondadori, 1947)
- The Olive Tree, 1936 (L'albero d'olivo : saggi su atteggiamenti e realtà spirituali, trad. di Ada Prospero, Bari: Laterza, 1939)
- Grey Eminence: A Study in Religion and Politics, 1941 (L'eminenza grigia, trad. di Edoardo Bizzarri, Milano: A. Mondadori, I ed. 1946; Milano: Ghibli, 2013)
- The Art of Seeing, 1942 (L'arte di vedere, trad. di Giulio Gnoli, Milano : Mondadori, 1951;  Milano : Adelphi, [1989])
- The Perennial Philosophy, 1944 (La filosofia perenne, trad. G. De Angelis. Milano: A. Mondadori, 1959; poi Milano: Adelphi, 1995)
- The Human situation, 1959 (La condizione umana, a cura di Roberto Carretta, Pavia: Liber internazionale, 1995)
- Science, Liberty and Peace, 1946 (Scienza liberta e pace, trad. di A. Devizzi, introduzione di Enzo Paci, Milano: IEI, stampa 1948; trad. di A. Devizzi riveduta da Alessandro Zaccuri, prefazione di Goffredo Fofi, Milano! : Medusa, 2002)
- Themes and Variations, 1950 (Temi e variazioni, trad. di Lidia Sautto, Milano: A. Mondadori, 1956)
- The Doors of Perception, 1954 (Le porte della percezione, trad. di Lidia Sautto, Milano: A. Mondadori, 1958, stampato insieme a Paradiso e Inferno; Roma: Nuovi Editori, 1980)
- Heaven and Hell, 1956 (Paradiso e inferno, trad. di Lidia Salutto, Milano: A. Mondadori, 1958, stampato insieme a Le porte della percezione)
- Brave New World Revisited, 1958 (Ritorno al mondo nuovo, trad. di Luciano Bianciardi Milano: A. Mondadori, I ed. 1961, successivamente ristampato insieme a Il mondo nuovo)

### Letteratura per bambini
- The Crows of Pearblossom, 1967 (I corvi, trad. di Pico Floridi, illustrazioni di Beatrice Alemagna, Milano: Il Castoro, 2007)

### Raccolte di saggi

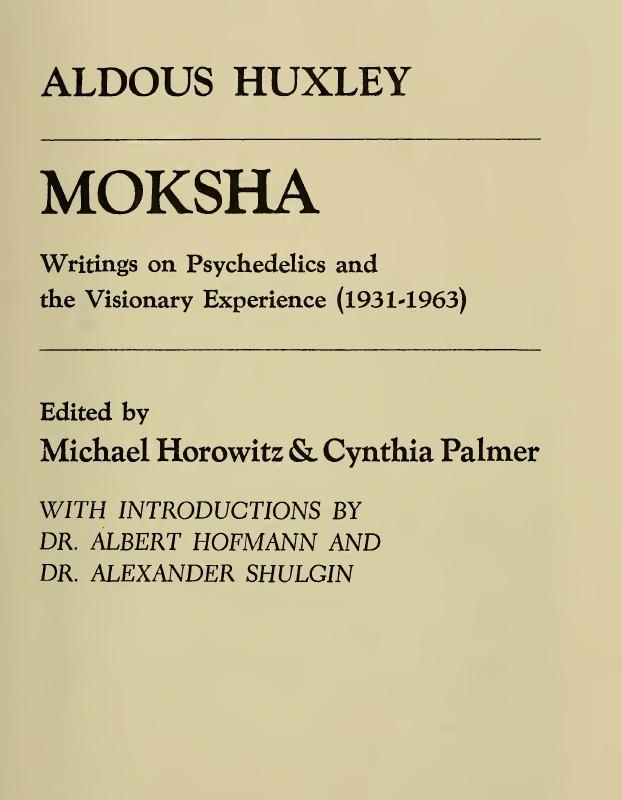
Moksha: Writings on Psychedelics and the Visionary Experience (1931–1963), raccolta di saggi del 1977

- Letteratura e scienza e altri saggi, trad. C. Pavolini, G. Gnoli, L. Sautto, Milano: Il Saggiatore, 1965
- Moksha: Writings on Psychedelics and the Visionary Experience (1931–1963), 1977
- L'uomo e Dio, a cura e con introduzione di Mirco Scaccabarozzi, Casale Monferrato: Piemme, 1996 (raccoglie scritti pubblicati sulla rivista Vedanta for the Western World)

### Sceneggiature
Attivo anche nel mondo del cinema fin dagli anni 1940 (epoca in cui si trasferisce, infatti, in California), partecipa alle sceneggiature di alcuni capolavori dell'epoca come Orgoglio e pregiudizio, La porta proibita (famoso adattamento di Jane Eyre con Orson Welles) e il lungometraggio d'animazione della Disney Alice nel Paese delle Meraviglie.

## Trasposizioni cinematografiche e televisive
Diverse opere di Huxley sono state adattate per il cinema e la televisione. Ken Russell nel 1971 diresse I diavoli (The devils) con Vanessa Redgrave, tratto da I diavoli di Loudun. Nel 1980 Burt Brinckerhoff diresse un adattamento televisivo de Il mondo nuovo (Brave new world), trasmesso anche dalla televisione italiana.

## Influenza culturale
- L'opera Le porte della percezione (The Doors of Perception) è nota per aver dato il nome alla rock band The Doors.
- Il cantautore italiano Franco Battiato gli ha dedicato interamente il suo primo album, Fetus.
- La band italiana Verdena lo cita nel titolo del brano Sotto prescrizione del dottor Huxley nell'album Requiem.
- La band inglese Iron Maiden ha dato il titolo di Brave New World ad uno dei suoi album, prendendo spunto dall'omonima opera di Huxley.
- La canzone Soma degli Smashing Pumpkins è stata ispirata, a detta di Billy Corgan, frontman del gruppo, da Il mondo nuovo.
- Lo scrittore è citato nella prima strofa della canzone Run Baby Run della cantante Sheryl Crow.
- È diventato una figura di riferimento nella cultura psiconauta per i libri Le porte della percezione e Paradiso e Inferno.
- La canzone Passage secret (Soma) del rapper francese Disiz è un riferimento esplicito alla droga ideale del romanzo di Huxley.